# Adam Jarzmik
Adam Jarzmik (* 10. Juli 1990 in Nowy Sącz) ist ein polnischer Jazz-Pianist und Komponist.
Adam Jarzmik studierte Jazzpiano an der Musikakademie Katowice. Oktober 2015 gründete er mit Kommilitonen der Hochschule das Adam Jarzmik Quintett zur Aufführung seiner Kompositionen. Neben ihm spielen darin Paweł Palcowski (Trompete), Kuba Łępa (Saxofon), Maciej Kitajewski (Kontrabass) und Piotr Budniak (Schlagzeug). Beim Wettbewerb des Festivals Jazz nad Odrą in Breslau wurde das Quintett mit dem Hauptpreis ausgezeichnet.

## Diskografie
- 2017: Euphoria (audio cave)
- 2019: On the Way Home (mit Mike Moreno, audio cave)